# Yu Yunwen
Yu Yunwen foi um oficial e general chinês que viveu durante a dinastia Sung. Ele lutou nas guerras Jin-Sung e liderou as forças Sung na Batalha de Caishi contra um exército da dinastia Jin liderada por Jurchen e governada por Wanyan Liang.